# Due delitti per un monaco
Due delitti per un monaco (The Leper of Saint Giles) è un giallo storico di ambientazione medievale scritto dall'autrice britannica Ellis Peters. Si tratta del quinto romanzo nel quale indaga il monaco benedettino Fratello Cadfael. Pubblicato per la prima volta in lingua inglese nel 1981 è arrivato nelle librerie italiane nel 1991 tradotto da Elsa Pelitti.

## Trama
La vicenda si svolge nell'ottobre 1139 a Shrewsbury. Ha inizio con fratello Cadfael intento a portare alcuni medicinali al lazzaretto di Saint Giles, a poche miglia dall'abbazia dei Santi Pietro e Paolo. Ad attenderlo c'è fratello Mark, che per un anno ha fatto voto di lavorare al lazzaretto per dare conforto e aiuto agli infermi.
Mentre si trovano al lazzaretto, i monaci assistono al passaggio dei due cortei che accompagnano una coppia che si sposerà nell'abbazia, di lì a un paio di giorni. Si tratta di un matrimonio d'interesse tra una giovane fanciulla orfana, di appena 18 anni ma ereditiera di vasti possedimenti, e  un facoltoso barone normanno molto più vecchio di lei (prossimo in effetti ai sessant'anni). 
Il primo a passare è lo sposo, Huon de Domville,  con il suo seguito. Egli dà subito prova di essere un uomo brutale, dal carattere arrogante e collerico, in quanto si slancia a cavallo contro i lebbrosi che si erano sporti a guardare l'insolito passaggio e ne colpisce uno con la frusta. Il secondo corteo, più modesto, vede l'arrivo della sposa, Iveta  de Massard, al fianco della quale cavalcano i suoi zii; dal contegno della ragazza, pare chiaro a fratello Cadfael che la prospettiva di quel matrimonio non le reca alcuna gioia.
Il barone Huon de Domville ha al suo servizio 3 scudieri: il nipote ed erede Simon Aguilon, il giovane Joscelin Lucy, che erediterà dal proprio padre due castelli, e l'ancor più giovane  Guy FitzJohn. Presto si apprende che Joscelin è segretamente innamorato, ricambiato, della giovane sposa. Si viene inoltre a sapere che gli zii della ragazza, Godfrid e Agnes Picard hanno organizzato il matrimonio per loro interesse, dato che non amano la nipote. Iveta è, ai loro occhi, solo una fonte alla quale attingere denaro
e prestigio. La sorvegliano come falchi per paura che possa fuggire o rifiutare all'altare lo sposo. La loro paura è tale che arrivano a fare pressioni affinché il barone scacci lo scudiero Joscelin. Huon de Domville, per assicurarsi che il giovane non causi interferenze al matrimonio, si assicura inoltre che lo scudiero venga accusato (ingiustamente) di furto. 
Dopo essere stato preso in custodia dagli uomini dello sceriffo,
Joscelin riesce a fuggire. Ma quella stessa notte, tentando di rientrare
all'abbazia per salvare la sua amata dal matrimonio, il ragazzo è inseguito dalle guardie e per sfuggire alla loro rete si nasconde nel lazzaretto, fingendo di essere un lebbroso. Gli ammalati sono solidali e, senza riserve, lo
proteggono.
La mattina successiva gli invitati e la sposa sono in chiesa, ma dello
sposo non si hanno notizie. Quando ormai il ritardo del barone de Domville è
evidente e desta preoccupazione, arriva trafelato Simon Aguilon e dichiara
che nessuno ha più visto il suo signore dalla sera prima, quando aveva
congedato tutti per farsi una cavalcata.
Le ricerche,  a cui si unisce
anche fratello Cadfael, li portano a scoprire il corpo del barone. Il monaco benedettino capisce quasi subito che alla vittima è stato teso un agguato. Una corda è stata tesa alla giusta altezza tra due alberi, sul sentiero che lo avrebbe ricondotto alla sua dimora. Quando l'uomo è caduto, rimanendo stordito, l'assassino lo ha poi strangolato, lasciandogli sul collo il segno inequivocabile di un anello con una pietra squadrata. 
I sospetti cadono subito sullo scudiero fuggiasco, sebbene fratello Cadfael e Iveta siano assolutamente convinti che la spiegazione del delitto sia da ricercare altrove. 
Con la benedizione dell'abate, fratello Cadfael inizia così ad indagare sull'ultima notte della vittima, perché sebbene egli si fosse allontanato a cavallo la sera, la trappola gli era stata tesa solo all'alba, al suo rientro. Il fratello benedettino cerca così delle risposte, riuscendo a scoprire dove egli si fosse recato e a farsi rivelare il nome dell'assassino.
Mentre torna con queste notizie, si imbatte in un secondo cadavere, quello di Godfrid Picard. Ora non gli rimane che capire se sia stato ucciso dalla stessa mano e addirittura se si tratta davvero di un omicidio.
Alla fine, fratello Cadfael riesce a discolpare da ogni accusa il giovane scudiero, rivelando il nome del colpevole che viene prontamente arrestato dagli uomini dello sceriffo per essere incarcerato in attesa di giudizio.

## Adattamento televisivo
Nella serie televisiva britannica Cadfael – I misteri dell’abbazia, prodotta dalla ITV, ogni episodio è la trasposizione di uno dei romanzi che hanno come protagonista il monaco benedettino.  Due delitti per un monaco è stato adattato nel terzo episodio della prima stagione, intitolato Il lebbroso di St. Giles.

## Errore nella prima edizione italiana
Nella prima edizione italiana, vi è stato un errore nell'indicazione dell'ordinamento dei seguenti tre libri: il cappuccio del monaco, la fiera di San Pietro e due delitti per un monaco. Questi sono rispettivamente la terza, quarta e quinta indagine di fratello Cadfael. Ciò è coerente non solo con l'iniziale pubblicazione dei libri in lingua originale, ma anche con l'arco temporale all'interno della serie. Tuttavia, come è ben visibile sulle copertine delle prime edizioni italiane, essi sono rispettivamente indicati come:
- Due delitti per un monaco – la terza indagine di fratello Cadfael;[5][6]
- Il cappuccio del monaco – la quarta indagine di fratello Cadfael;[7][8]
- La fiera di San Pietro – la quinta indagine di fratello Cadfael.[9][10]

Inoltre due delitti per un monaco è stato pubblicato per la prima volta in Italia nel 1991, mentre gli altri due romanzi nel 1992.
Nelle ultime edizioni questa svista è stata corretta e il giusto ordine ripristinato.

## Edizioni italiane
- Ellis Peters, Due delitti per un monaco, Traduzione di Elsa Pelitti, Milano, TEA, 1991, ISBN 88-7819-217-1.